# Stigmochelys pardalis
tartaruga-leopardo (Stigmochelys pardalis) é uma espécie de tartaruga grande e marcadamente atrativa encontrada nas savanas do leste e sul da África, do Sudão até o sul da Província do Cabo. É o único membro do gênero Stigmochelys, embora no passado fosse comumente colocado em Geochelone.

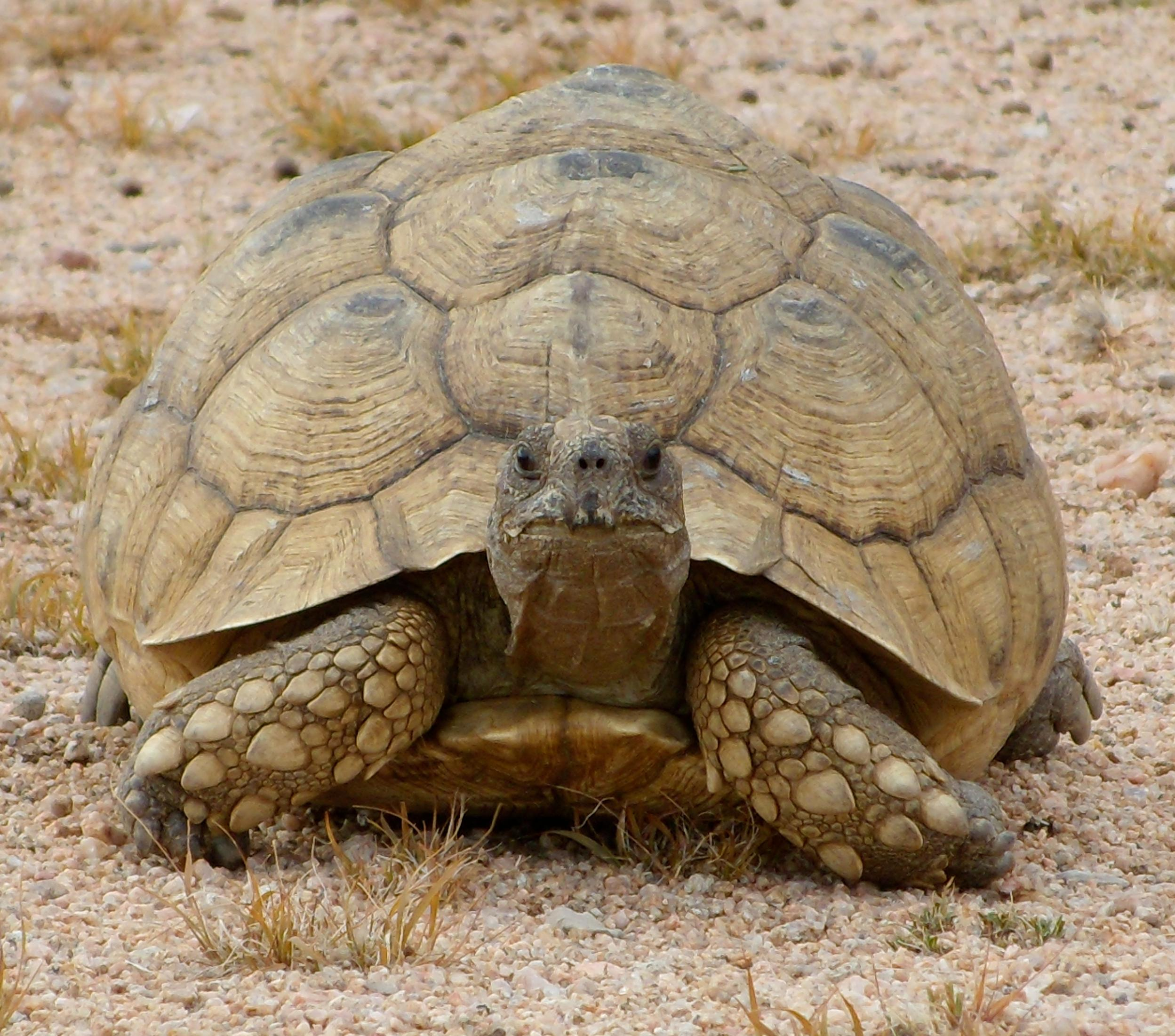
Os padrões de casca desaparecem em espécimes maduros

## Taxonomia e etimologia
A colocação filogênica da tartaruga leopardo foi sujeita a várias revisões. Diferentes autores o colocaram em "Geochelone" (1957), "Stigmochelys" (2001), "Centrochelys" (2002) e "Psammobates" (2006). Mais recentemente, o consenso parece ter se estabelecido em "Stigmochelys", um gênero monotípico. Houve um debate considerável sobre a existência de duas subespécies, mas trabalhos recentes não apóiam essa distinção.

## Distribuição e habitat
Amplamente distribuído pelas regiões áridas e savanas do leste e sul da África, estendendo-se do Sudão do Sul e da Somália, passando pela África Oriental até a África do Sul e Namíbia. A espécie geralmente está ausente das regiões de floresta úmida da África Central. Nessa faixa, a tartaruga leopardo ocupa os habitats mais variados de qualquer tartaruga africana, incluindo pradarias, arbustos de espinhos, matagais micos e savanas. Eles podem ser encontrados em altitudes que variam do nível do mar a 2900 metros.

## Galeria

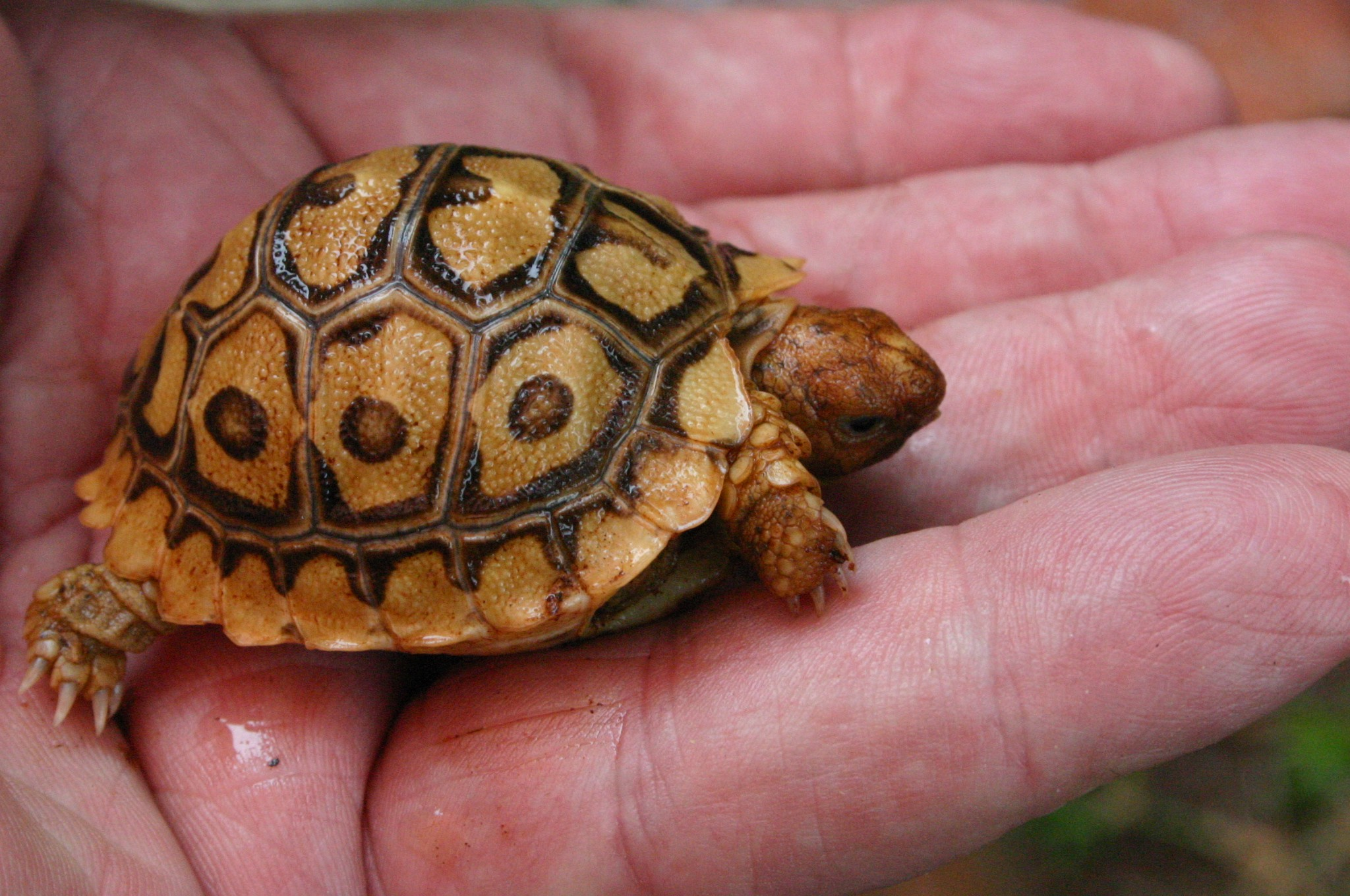
Filhote de um mês de idade
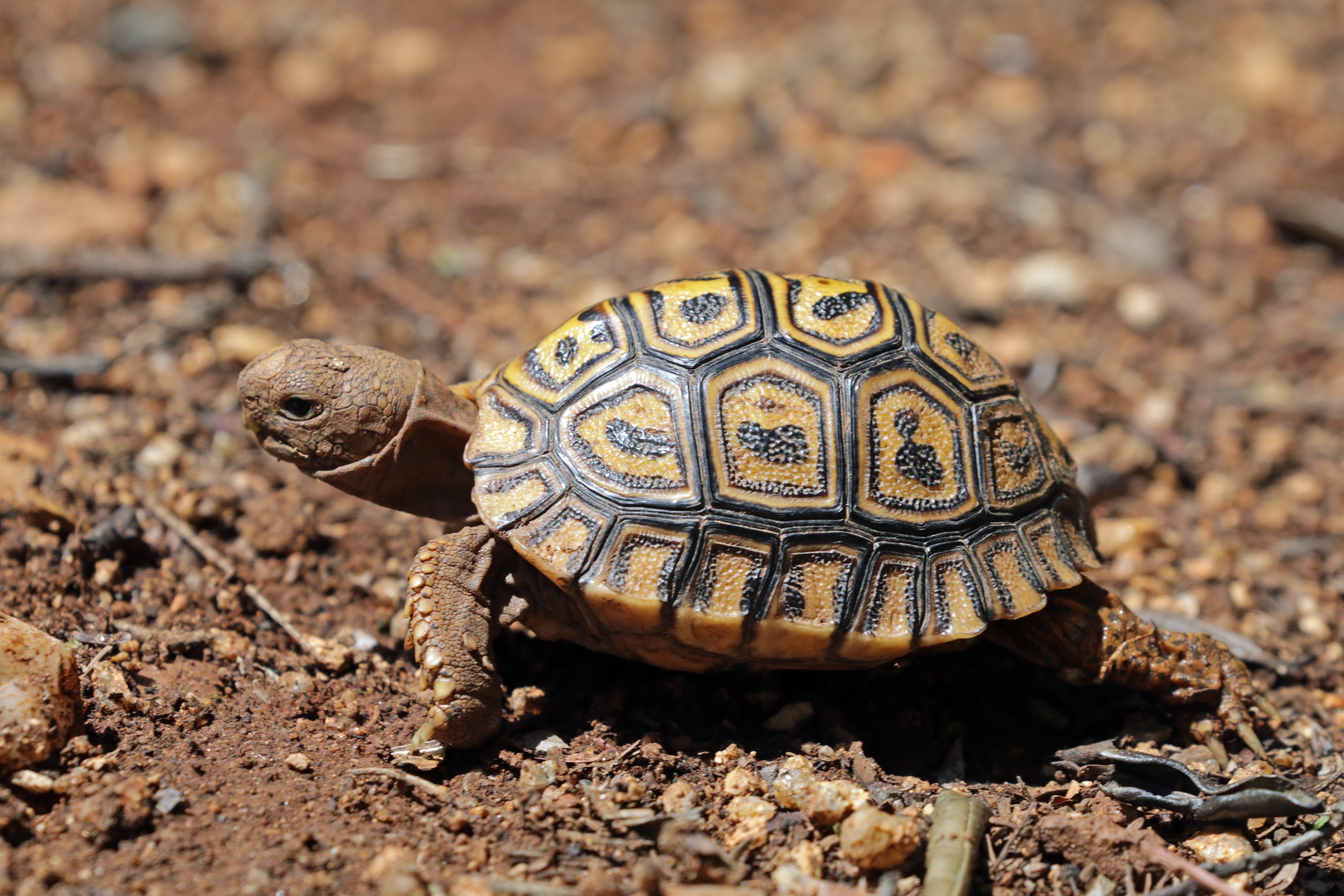
juvenil
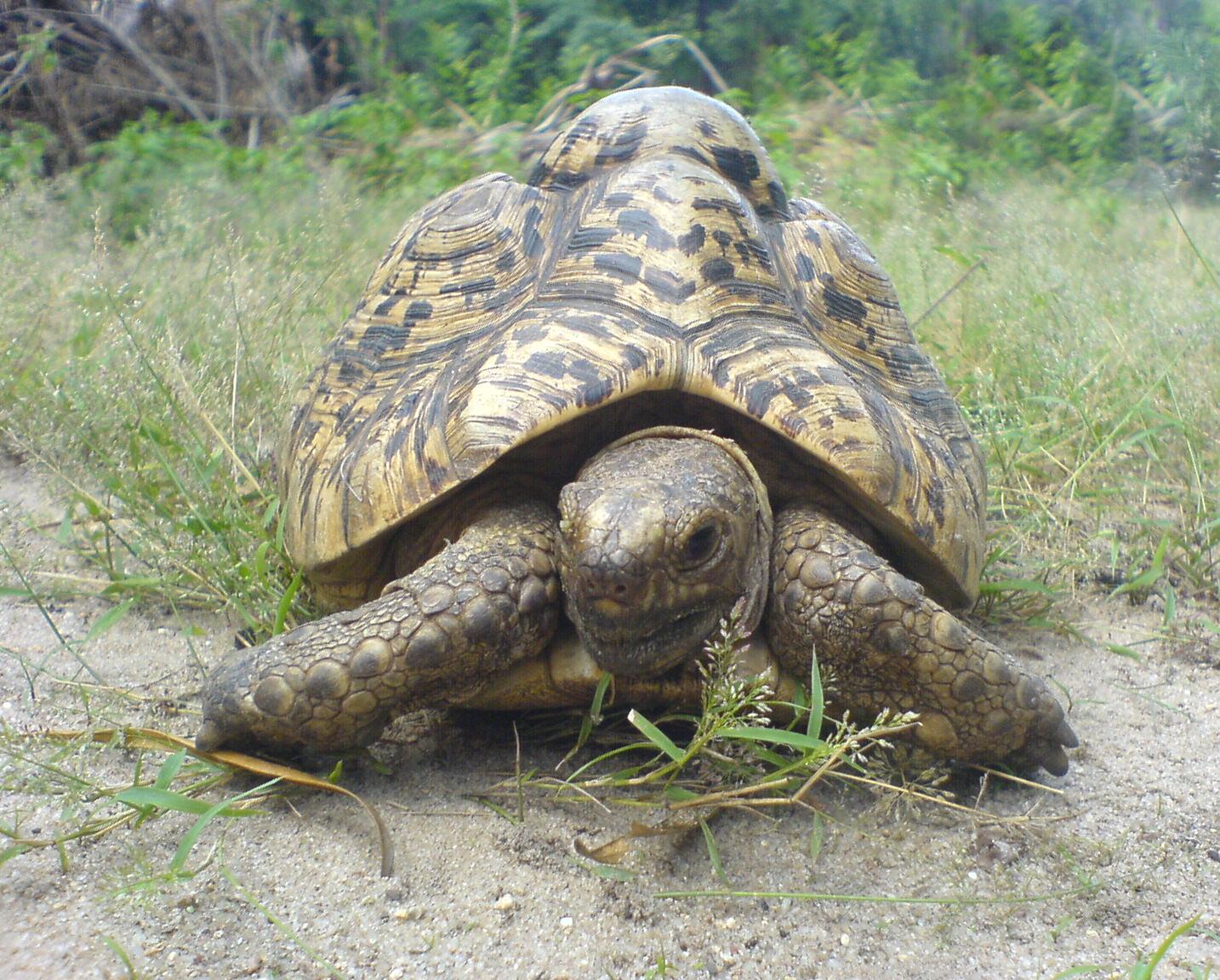
Small espécime com cerca de 20 anos de idade, comendo
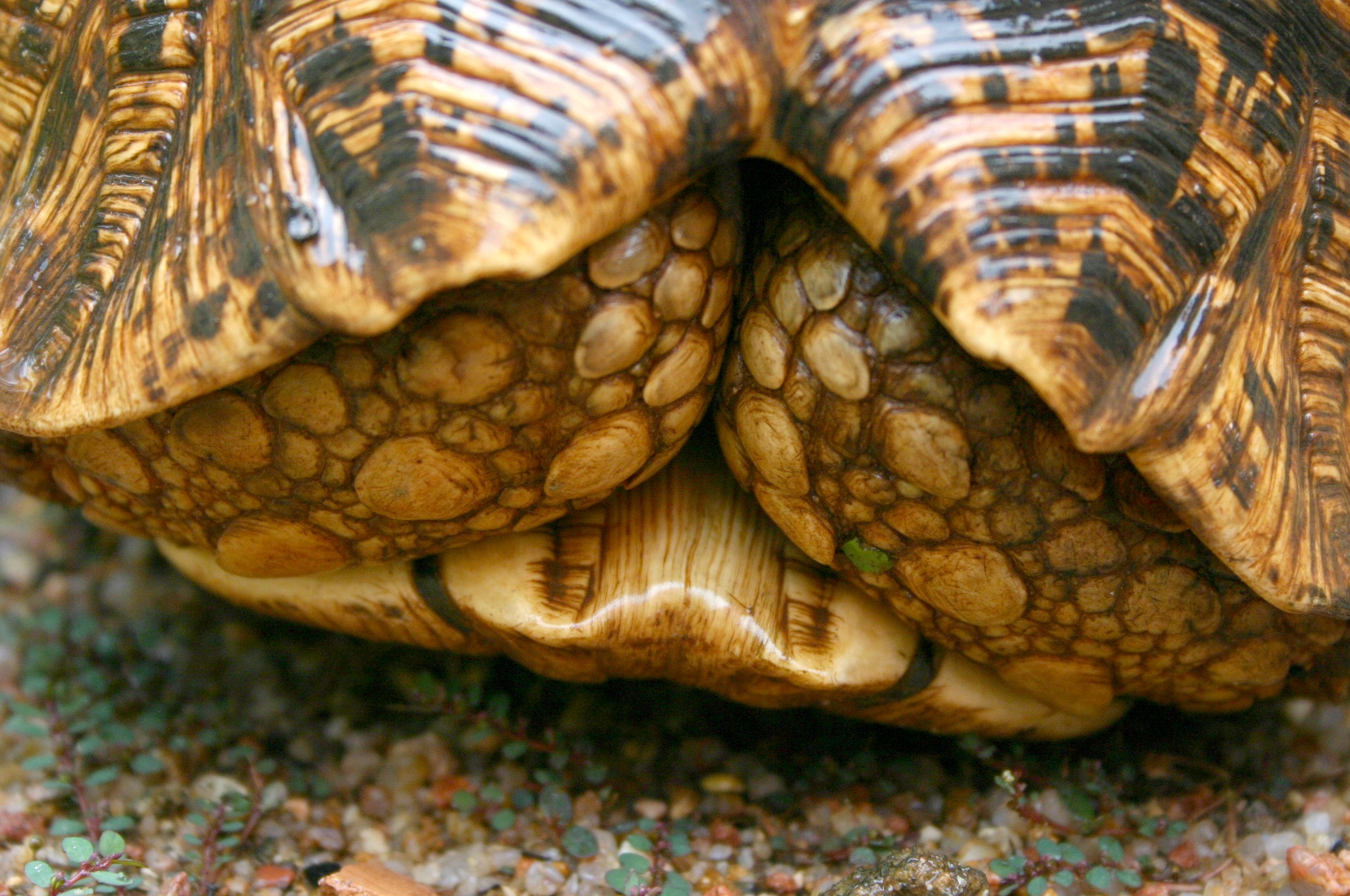
Pernas dianteiras retraídas da tartaruga-leopardo fêmea adulta
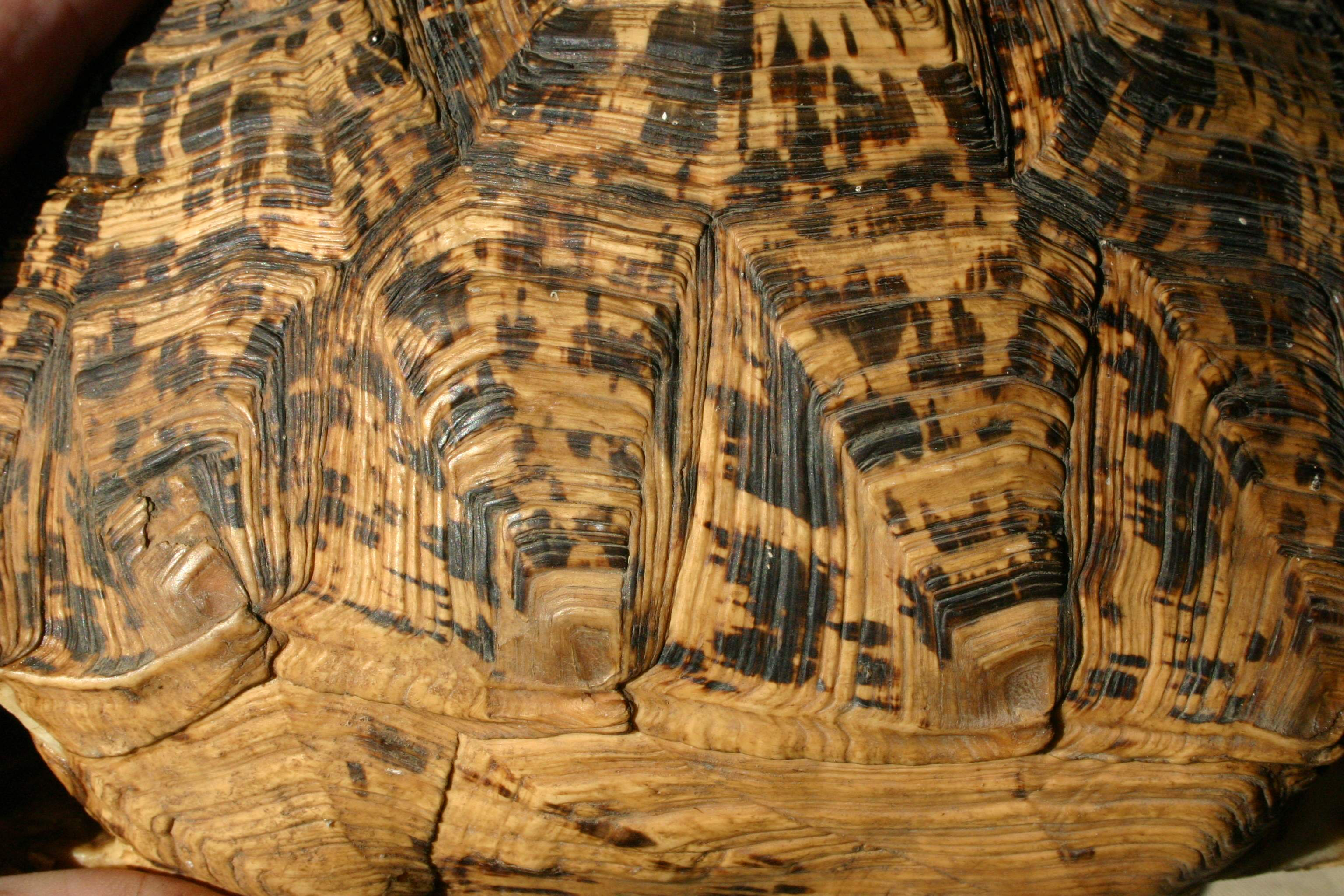
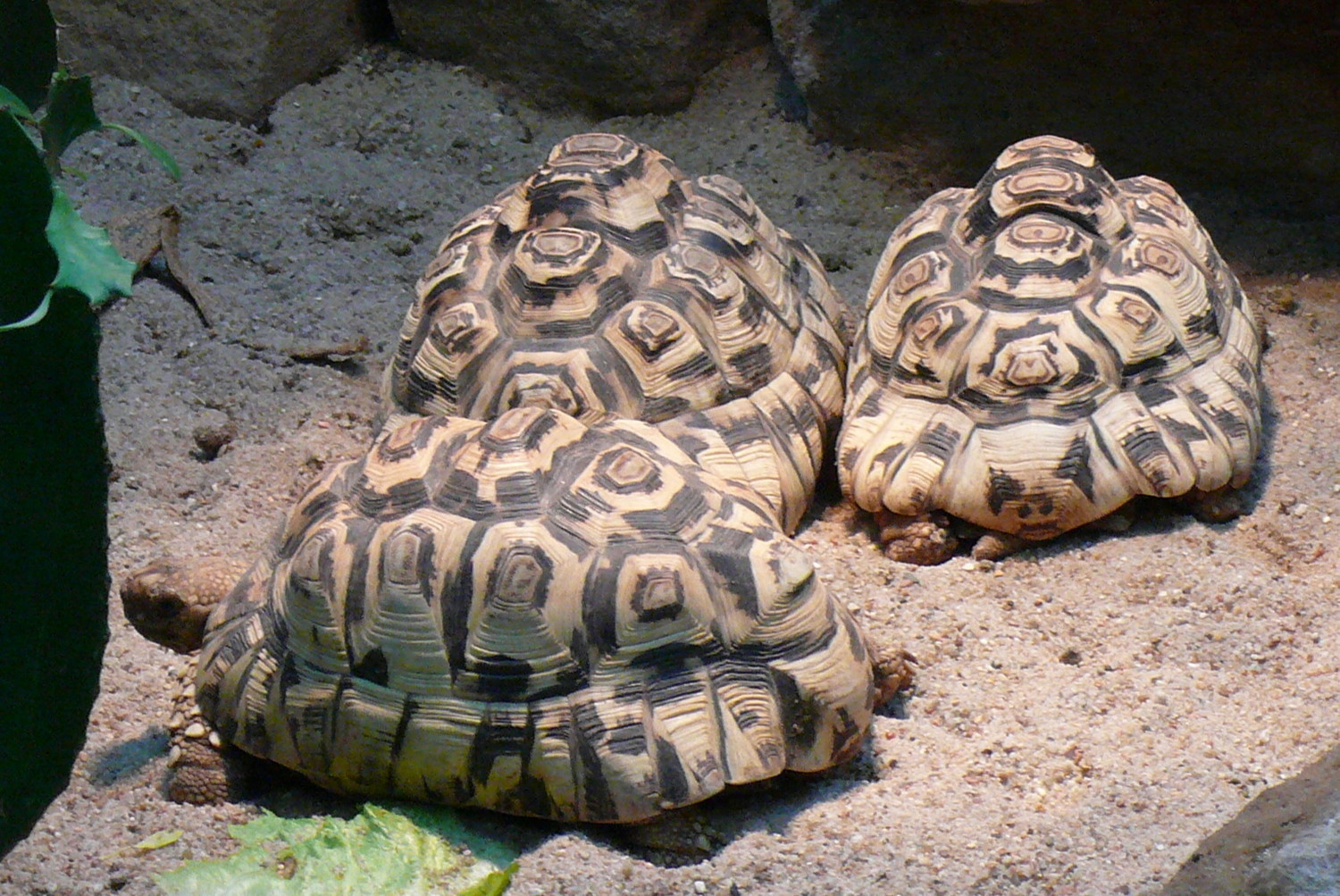
Três adultos
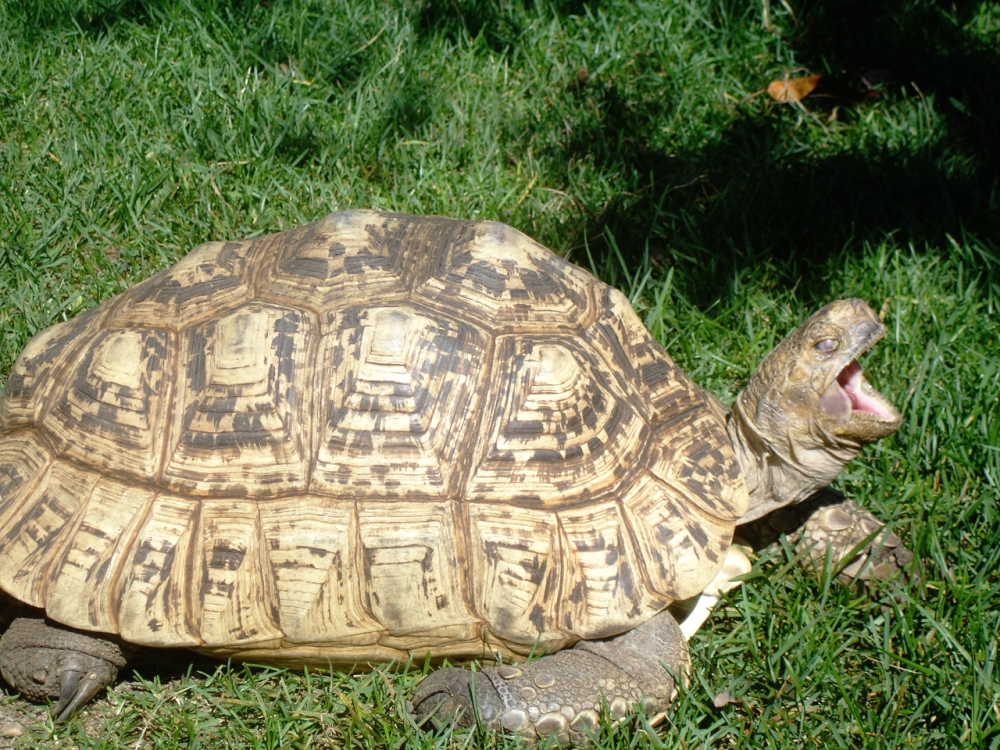
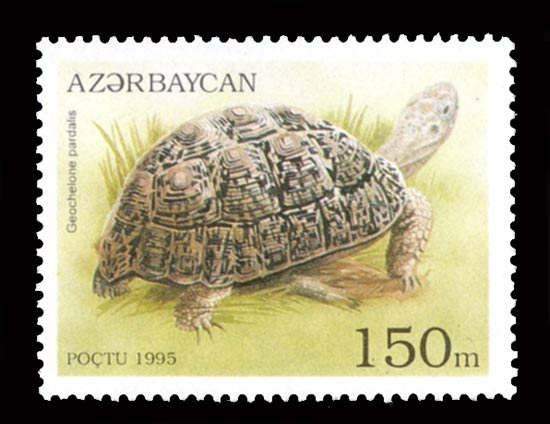
Tartaruga leopardo em um selo do Azerbaijão
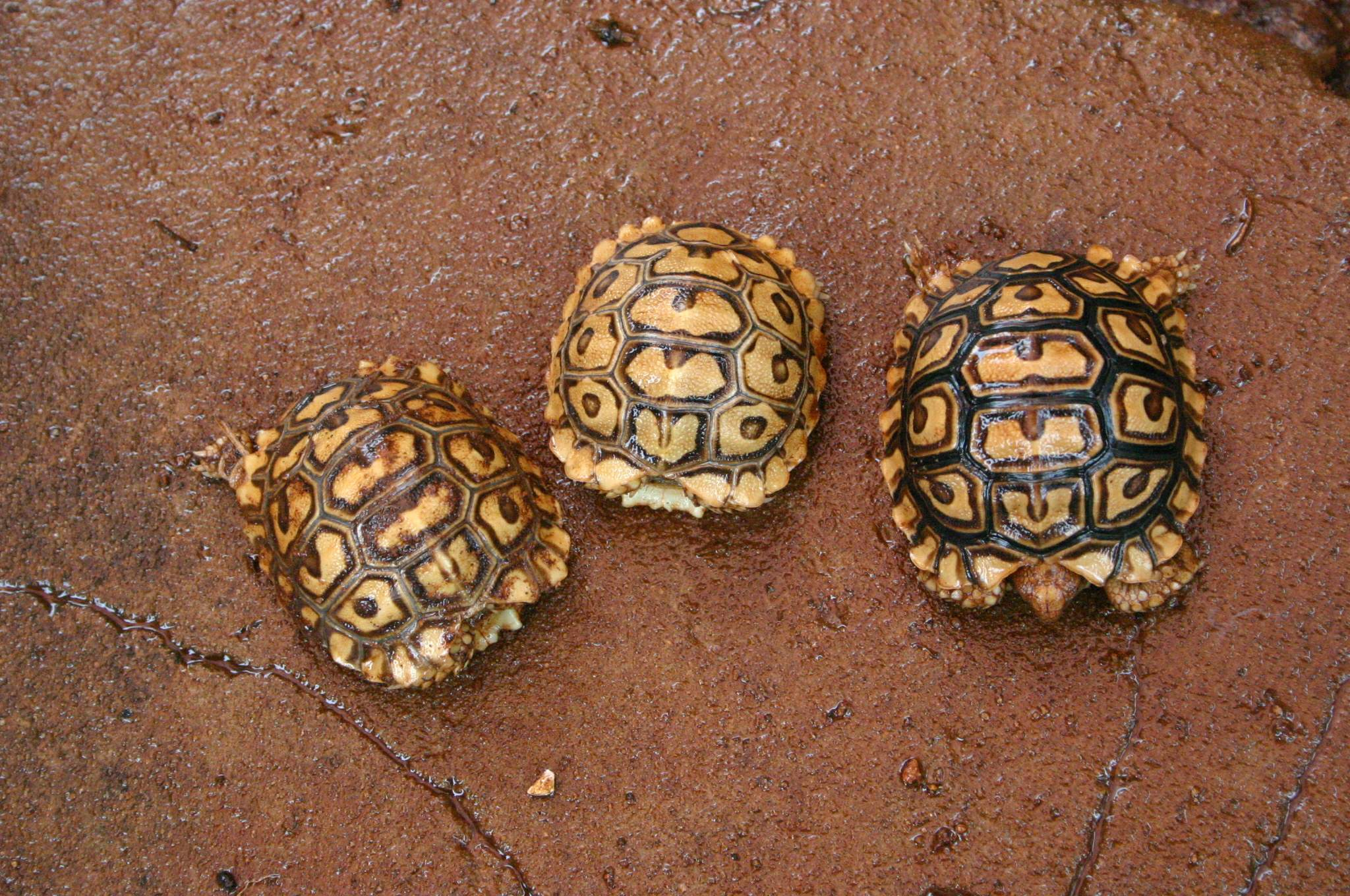
Três tartarugas bebê leopardo
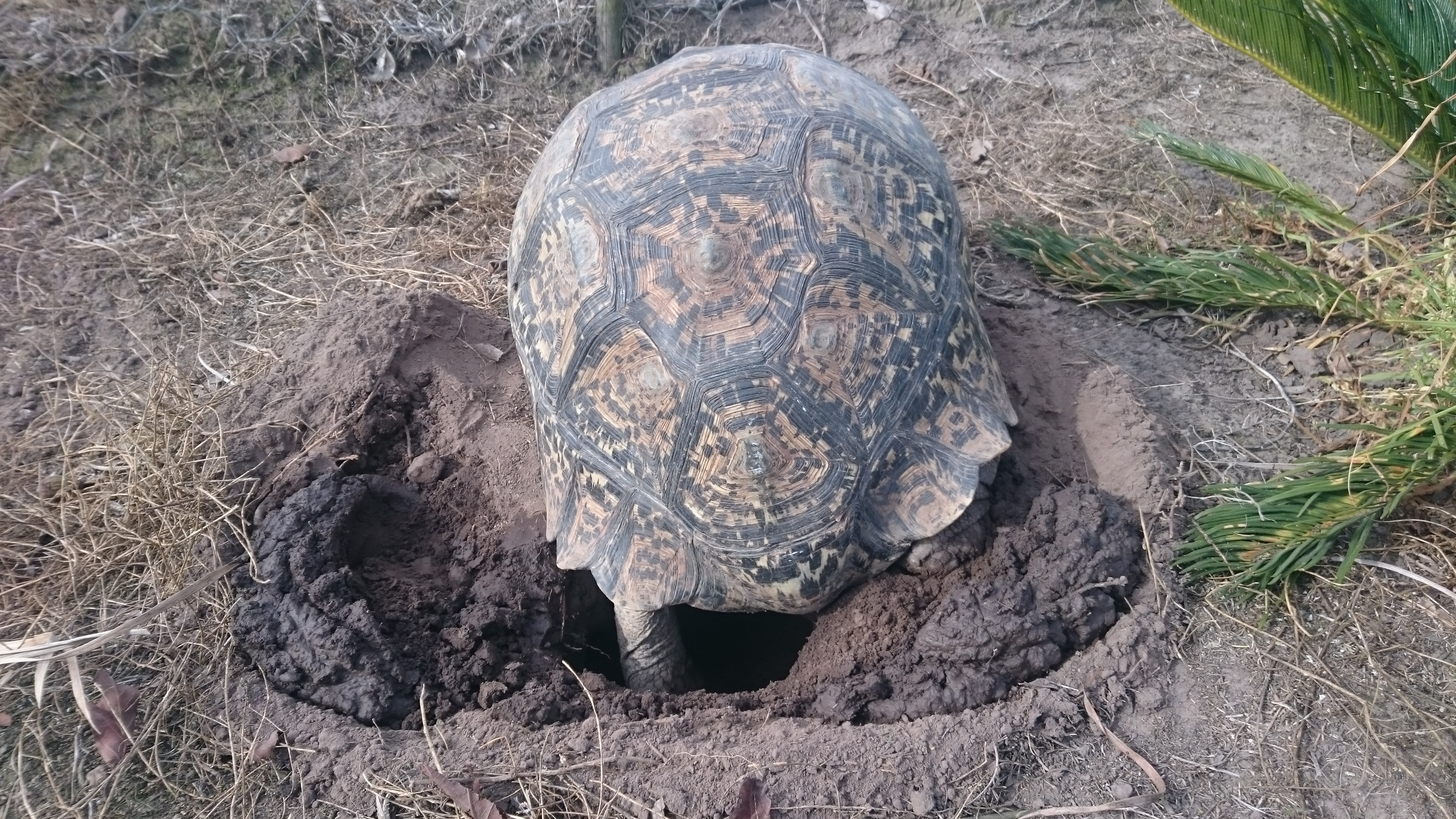
Tartaruga-leopardo cavando um buraco para pôr ovos
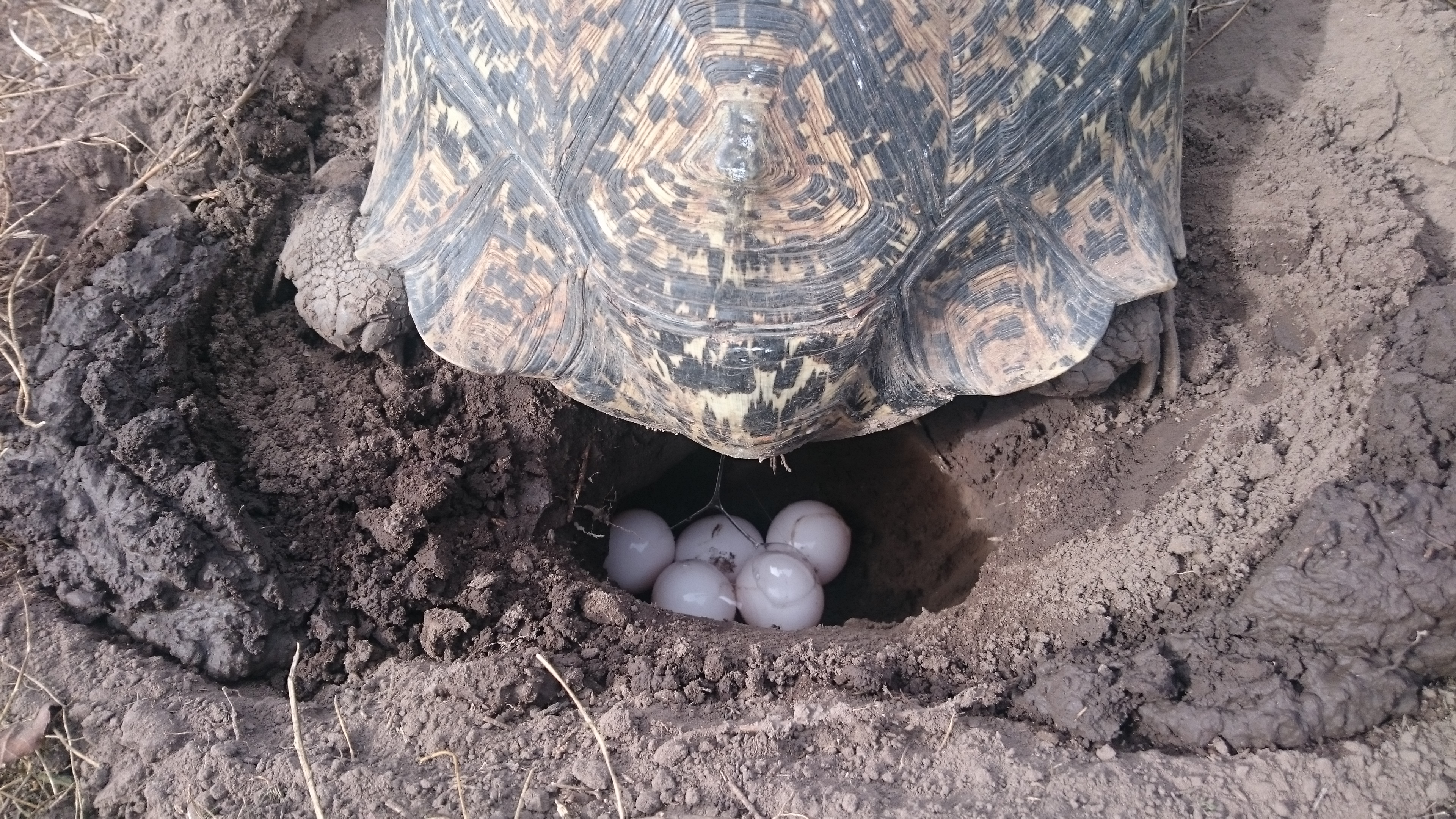
Tartaruga leopardo botando ovos
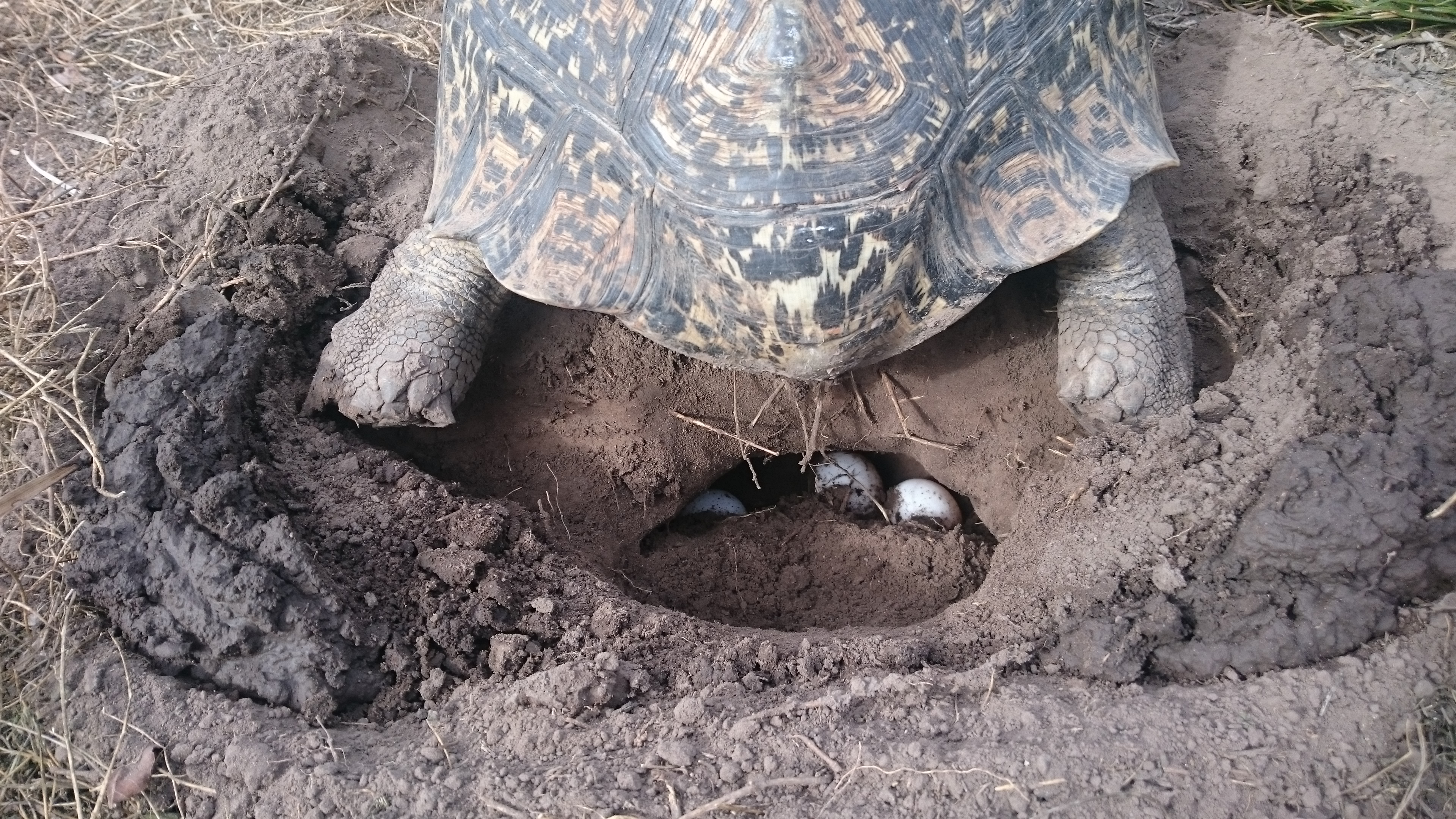
Tartaruga leopardo fechando buraco com ovos

## Leitura complementar
- Edqvist, ULf. «Tortoise Trust Web - Observations on Dehydration in Reptiles.». www.tortoisetrust.org. Consultado em 11 de abril de 2016
- «Geochelone pardalis (Leopard Tortoise) Care – Misty Corton». www.chelonia.org. Consultado em 11 de abril de 2016